# 자라섬
자라섬은 경기도 가평군 가평읍 달전리에 있는 북한강의 섬이다. 자라섬국제재즈페스티벌 등이 개최되는 등 관광지로 유명하다. 남이섬의 1.5배 크기다.

## 지명 유래
이 섬을 마주하고 있는 두 개의 크고 작은 산봉우리가 자라 형상을 하고있다. 이 자라가 바라보는 섬이라는 의미에서 자라섬이 되었다. 이런 이름이 생기기 전 '중국섬'이라고 불렸다는데, 해방 후 중국인들이 섬에서 수박과 참외 농사를 지었기 때문이라 전해진다. 자라의 목이 이어진 형태에서 유래하여 자라섬으로 명명되었다.

## 같이 보기
- 남이섬 : 자라섬 남단에 있지만 행정구역상 강원특별자치도 춘천시에 있다.
- 가평역 : 자라섬은 남이섬과 함께 부역명으로 쓰이고 있다.